# خالة (عائلة)
اَلْخالةُ هي أخت الأم، وشقيقة أخ الأم، وخالة بالنسبة لأولاد الأخت.